# 神河镇
神河镇，是中华人民共和国陕西省安康市旬阳市下辖的一个乡镇级行政单位。

## 行政区划
神河镇下辖以下地区：
街道社区、黑沟村、丰家岭村、金河口村、王义沟村、夏家院村、台子村、柳林村、屋场村和湾寺村。